# Kairói Nemzetközi Stadion
A Kairói Nemzetközi Stadion (arabul: ستاد القاهرة الدولي, "Stad El-Qahira El-Dawly", angolul: Cairo International Stadium) olimpia lebonyolítására alkalmas, többes rendeltetésű stadion 74,100 ülőhellyel. Afrika és az arab világ legnagyobb stadionja központi helyen található, Egyiptom fővárosi régiójában, Kairó északkeleti részében, Nasr City-ben,  a Kairói Nemzetközi Reptértől 10km-re, a belvárostól mintegy 30km-re (30 perc). 1960-ban avatta fel a létesítményt Gamal Abden-Nasszer egyiptomi miniszterelnök az 1952-es egyiptomi forradalom nyolcadik évfordulóján.
2005-ben, a 2006-os Afrikai Nemzetek Kupája miatt nagy felújítási munkákat hajtottak végre a stadionon. 
A stadion híres különleges hangulata és nagy befogadóképessége miatt. Ez leginkább az Egyiptomban megrendezett 2006-os Afrikai Nemzetek Kupáján mutatkozott meg. Amikor Egyiptom válogatottja a kairói stadionban játszott, a stadion majd felrobbant. Jellemző volt 2005 előtt, hogy több ember látogatta, mint amennyi hivatalosan engedélyezett. Állítólag volt, hogy egyszerre 120 ,000 ember tombolt az El Zamalek és az Al-Ahly közti bajnoki labdarúgó mérkőzésen.
A kairói stadion az egyiptomi futball fontos szimbóluma, ezért a legfontosabb mérkőzéseket itt játsszák. Rendkívül gazdag a története, köztük számos emlékezetes labdarúgó mérkőzéssel, mint például Hossam Hassan híres fejese, mellyel bebiztosította Egyiptom számára az 1990-es olaszországi labdarúgó világbajnokságra való kijutást. Ismertségét növelték az Afrikai Nemzetek Kupája fergeteges mérkőzései, amikor a hazai Egyiptom nyerte meg az aranyérmet.

## Külső hivatkozások
- Fotók a worldstadiums.com oldaláról
- Fotók a fussballtempel.net www.fussballtempel.net oldaláról